# Jan Mostaert
Jan Mostaert, né à Haarlem vers 1474 et mort dans la même ville en 1552, est un peintre hollandais longtemps connu sous le nom du Maître d'Oultremont. Il est le père (ou l'oncle ou le grand oncle) des peintres jumeaux Gillis Mostaert et Frans Mostaert.

## Biographie
Selon Karel Van Mander, il aurait été l'élève de Jacob Jansz Van Haarlem. En 1507, il est mentionné comme doyen de la guilde de saint-Luc de Haarlem, fonction qu'il exerce de nouveau en 1543 et 1544. De 1519 à 1529, il est peintre en titre de la régente Marguerite d'Autriche.
Son œuvre traite d'abord de sujets religieux, mais il réalise aussi quelques paysages et des portraits.

## Œuvres
- Éve et quatre enfants, tempera et huile sur panneau, 36,8 x 28,3 cm, The Clark Art Institute, Williamstown, inv. 1955.946 (fig. 1)[2].
- Paysage avec un épisode de la conquête de l'Amérique, huile sur panneau de chêne, 86,5 x 152,5 cm, Rijksmuseum, Amsterdam, inv. SK-A-5021 (fig. 2)[3],[4].
- Adoration des mages, huile sur panneau, 48,5 x 34 cm, Rijksmuseum, Amsterdam, inv. SK-A-671 (fig. 3)[5].
- Portrait d'un homme africain, vers 1525, huile sur panneau, 30 x 20,3 cm, Rijksmuseum, Amsterdam, inv. SK-A-4986[6].
- Portrait d'un jeune homme, Walker Art Gallery, Liverpool, inv. WAG 1018 (fig. 4)[7].
- Triptyque d'Oultremont, Musées royaux des beaux-arts de Belgique, Bruxelles
- Triptyque de la Lamentation, Musée Frans Hals, Haarlem
- Triptyque du Jugement dernier, Rheinisches Landesmuseum Bonn, Bonn
- L'arbre de Jessé, Rijksmuseum Amsterdam
- Portrait de Joost van Bronkhorst, Petit Palais, Paris

1. Paysage avec un épisode de la conquête de l'Amérique, Rijksmuseum, Amsterdam.
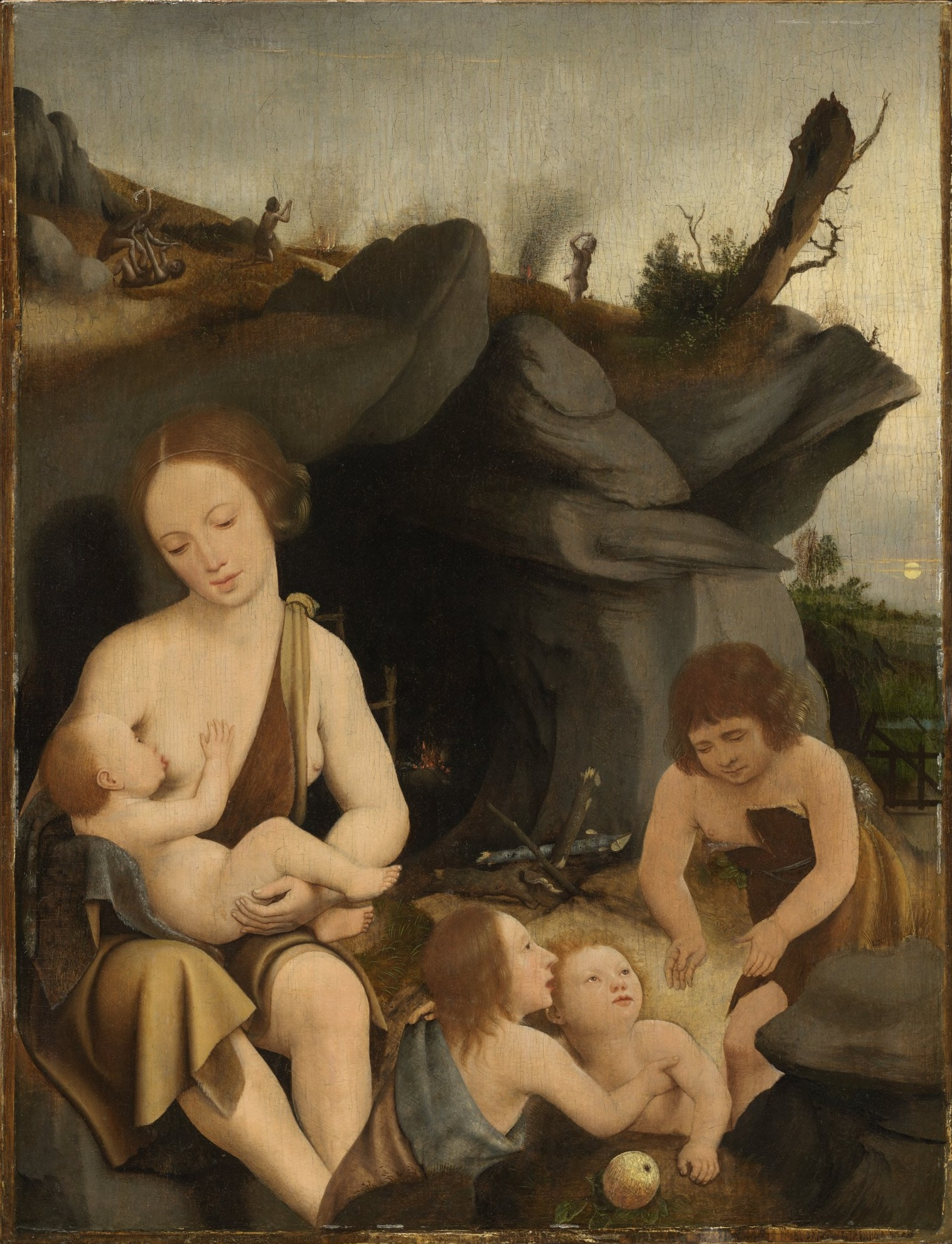
2. Éve et quatre enfants, The Clark Art Institute, Williamstown.
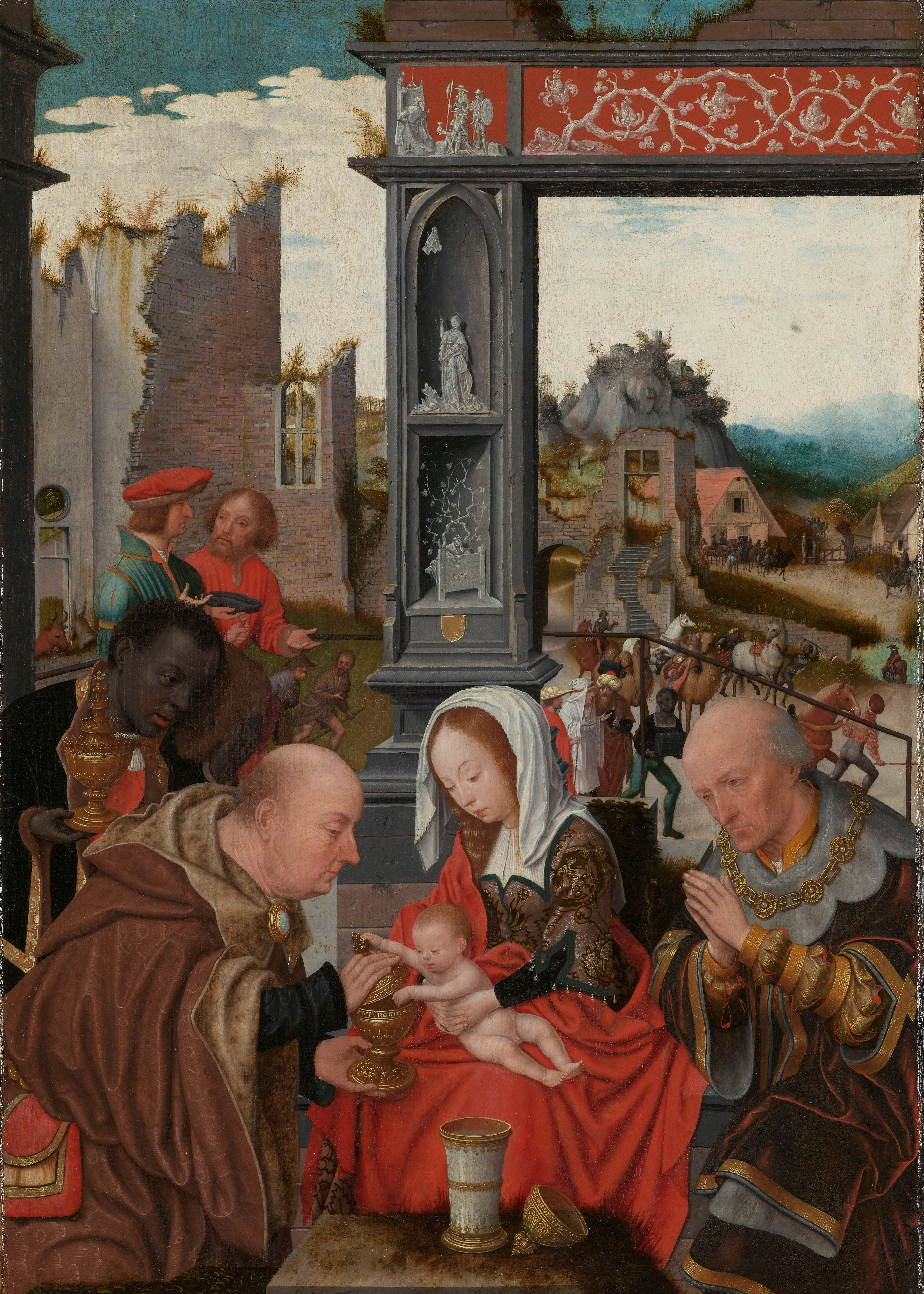
3. Adoration des mages, Rijksmuseum, Amsterdam.
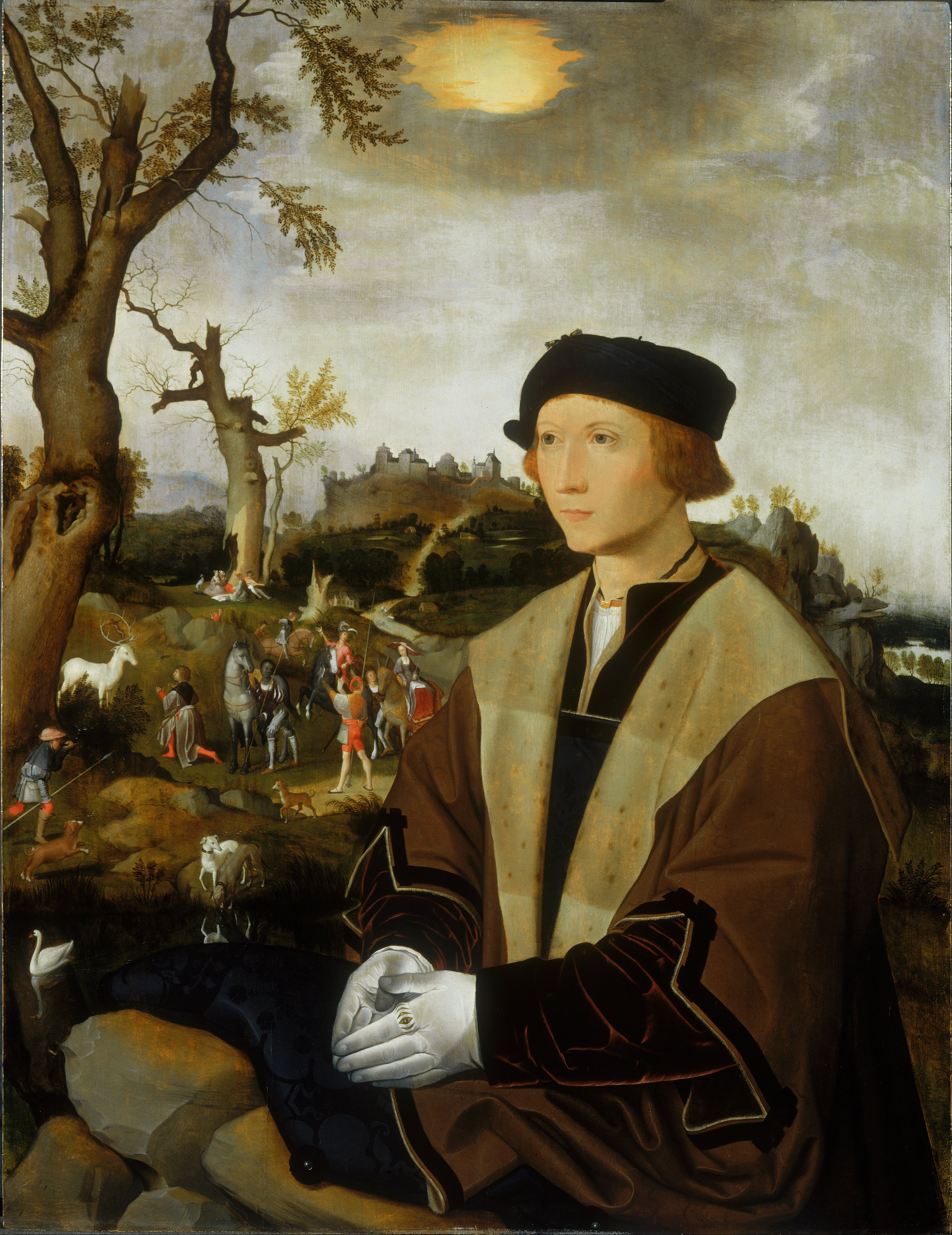
4. Portrait d'un jeune homme, Walker Art Gallery, Liverpool.
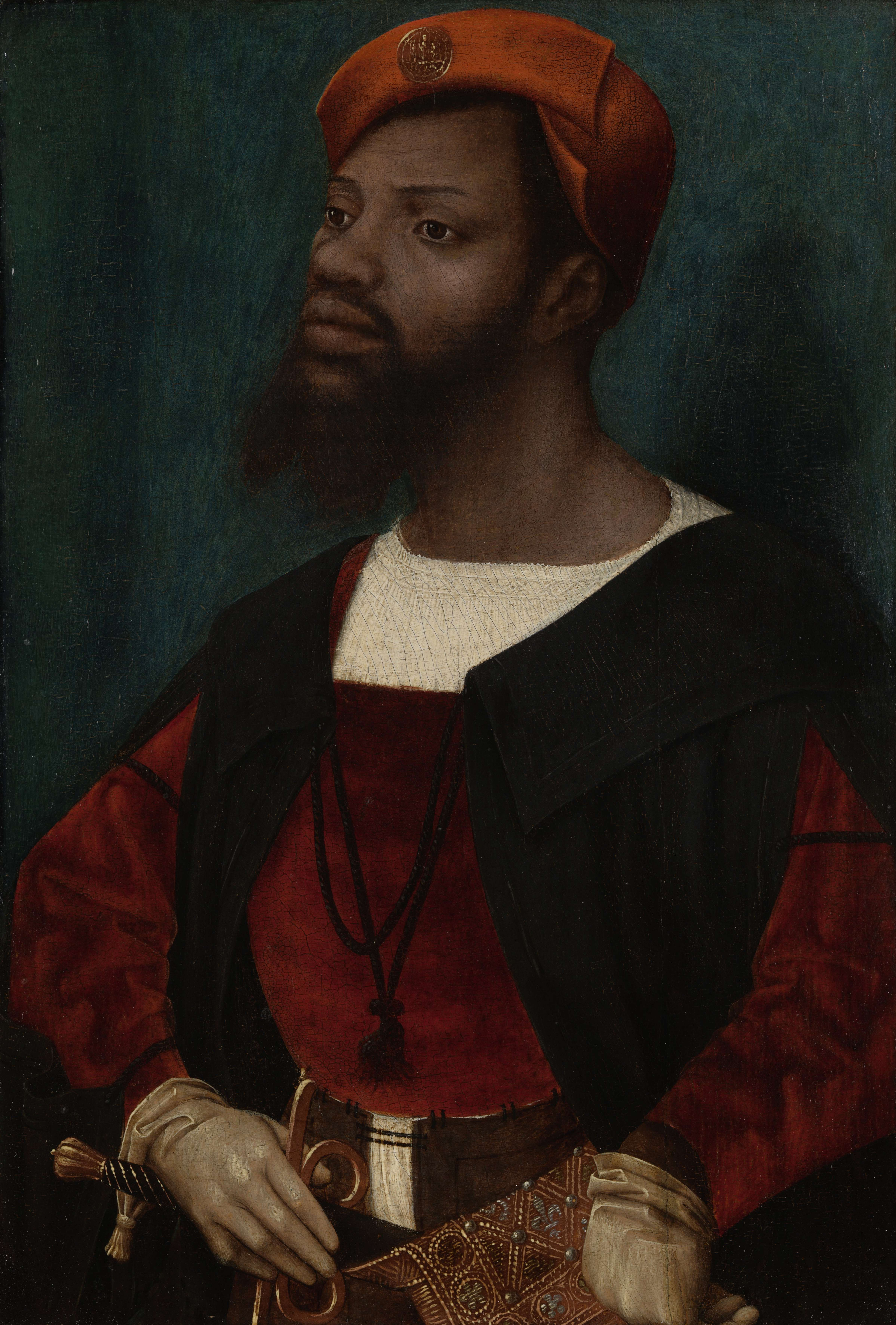
4. Portrait d'un Africain